# Chrysohypnum sommerfeltii
Chrysohypnum sommerfeltii là một loài rêu trong họ Amblystegiaceae. Loài này được Myrin Roth mô tả khoa học đầu tiên năm 1899.